# Osiedle Kukuczki
Osiedle im. Jerzego Kukuczki – osiedle mieszkaniowe w Katowicach, położone na obszarze dzielnicy Bogucice, powstałe w rejonie ulic: W. Wróblewskiego, Podhalańskiej i alei W. Roździeńskiego w latach 80. XX wieku w miejscu osiedla fińskich domów. Za projekt osiedla odpowiada Adam Śleziak i Andrzej Trybuś. Jest ono w zarządzie Katowickiej Spółdzielni Mieszkaniowej. Osiedle nosi imię Jerzego Kukuczki – urodzonego w Bogucicach himalaisty.

## Historia

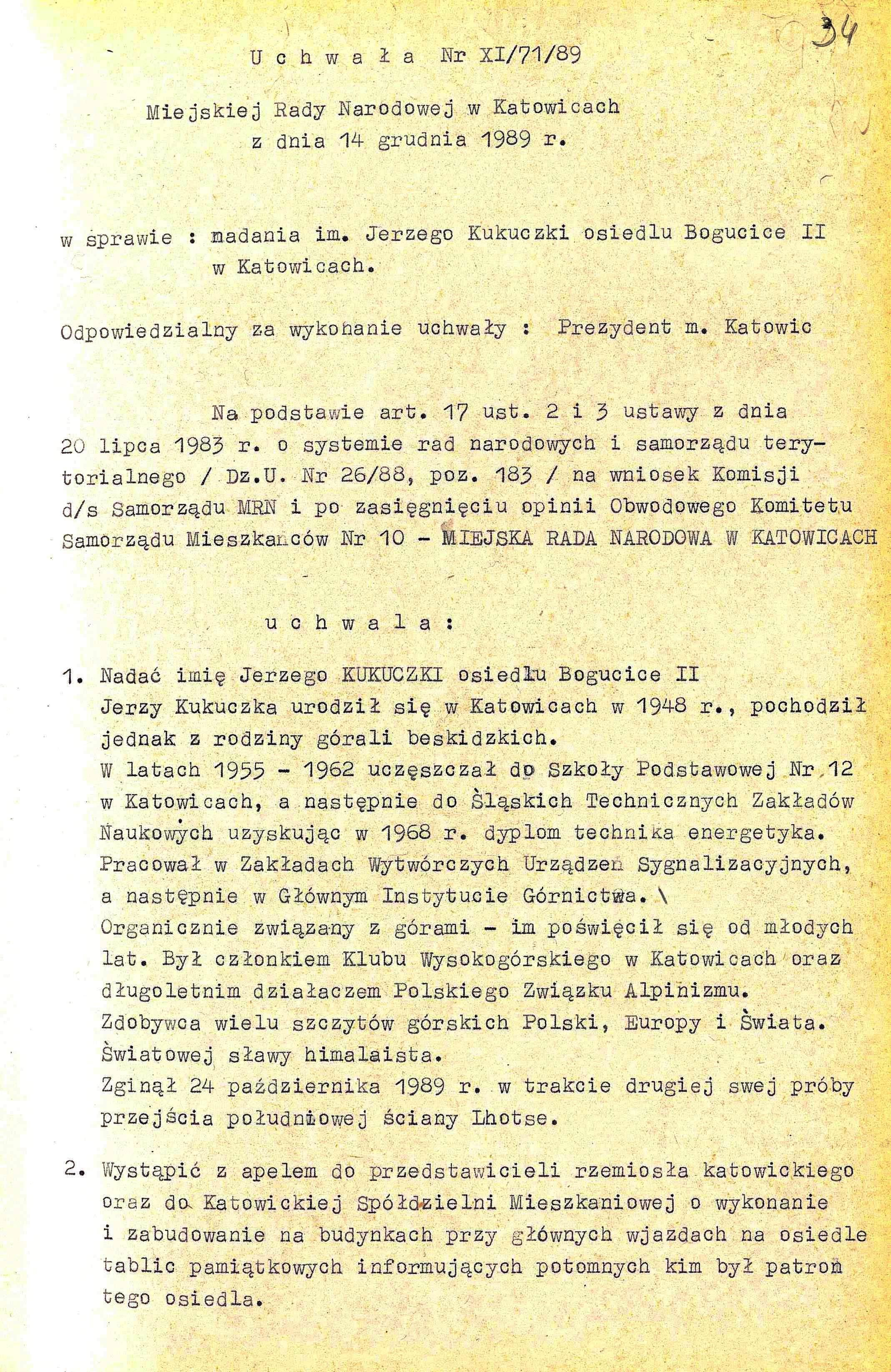
Uchwała Miejskiej Rady Narodowej w Katowicach z 1989 roku w sprawie nadania nazwy Osiedle Jerzego Kukuczki

Osiedle powstało na terenach kolonii fińskich domków, oddanych do użytku w 1948 roku przez kopalnię „Katowice”, poza ścisłą zabudową Bogucic, częściowo na nieużytkach. Wybudowano wówczas 250 domów otoczonych ogródkiem. Na otwarcie tego osiedla przyjechał prezydent Bolesław Bierut i premier Edward Osóbka-Morawski. Budynki te wyburzono w latach 80. XX wieku pod budowę nowego osiedla z wielkiej płyty – ostatnie domki rozebrano pod koniec lat 80. XX wieku. 
Nowe osiedle zostało zaprojektowane przez architektów: Adam Śleziak i Andrzej Trybuś. Zaprojektowano osiedle wkomponowane w starą istniejącą zieleń, dzięki czemu wielokondygnacyjne budynki nie miały być dla mieszkańców przytłaczające. Pierwsze budynki powstały już w 1977 roku – były to bloki przy ulicy W. Wróblewskiego 34. W 1980 roku ukończono domy w rejonie ulicy Wrocławskiej, w latach 1980–1983 przy ulicy Sandomierskiej i Łużyckiej, w latach 1983–1985 przy ulicy Karpackiej, zaś w latach 1985–1986 przy ulicach: Podhalańskiej i Kurpiowskiej. W 1987 roku oddano do użytku bloki przy ulicy Lubuskiej, zaś w latach 1987–1988 przy ulicy Kujawskiej. Wcześniej, bo w latach 1982–1983 powstał przy ulicy Morawskiej dom zborowy dla Chrześcijan Baptystów, zaprojektowany przez zespół architektów pod kierunkiem Adama Śleziaka.
W 1989 roku w związku ze śmiercią himalaisty – urodzonego na terenie Bogucic Jerzego Kukuczki – osiedle nazwano jego imieniem. 
W związku z przeprowadzką nowych rodzin do nowo powstałego osiedla i przepełnieniem sąsiedniej Szkoły Podstawowej nr 13, na wniosek Rady Osiedla im. Jerzego Kukuczki i katowickich władz rozpoczęto budowę nowej szkoły. Do wiosny 1991 roku ukończono prace nad sześcioma spośród dziesięcioma segmentami placówki. W związku z trudnościami finansowymi podjęto decyzję do przesunięciu oddania do użytku pozostałych segmentów. Nauczanie w Szkole Podstawowej nr 40 zainaugurowano 1 września 1991 roku – wówczas uczęszczały do szkoły dzieci z klas I–III.  
W styczniu 2013 roku na osiedlu zainaugurowała swoją działalność Grupa Inicjatywa–Osiedle Kukuczki. 

## Charakterystyka

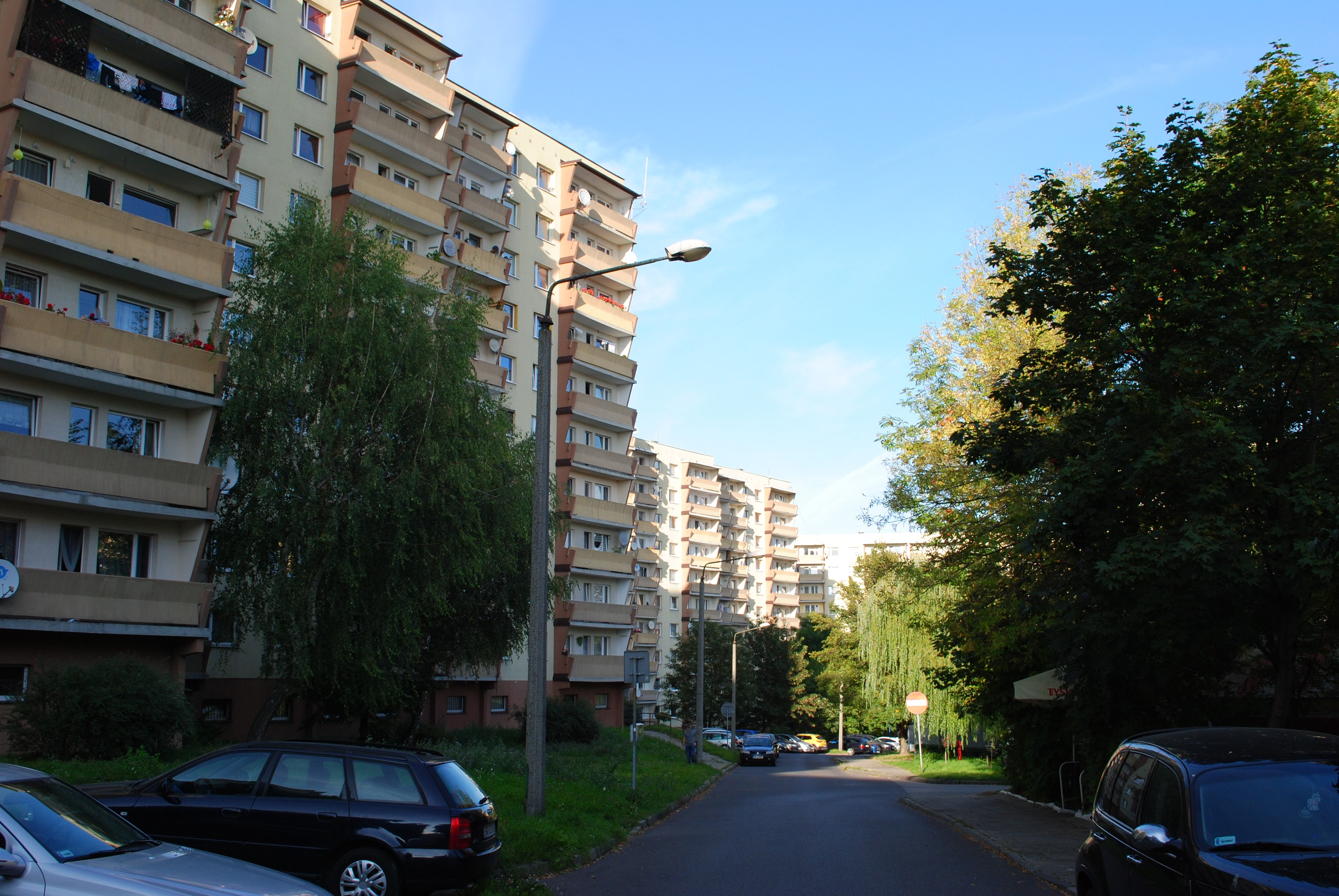
Fragment osiedla J. Kukuczki od strony wewnętrznej

Osiedle im. Jerzego Kukuczki położone jest w Katowicach, na obszarze dzielnicy Bogucice, w rejonie ulic: W. Wróblewskiego, Podhalańskiej i alei W. Roździeńskiego. Zarządzane jest one przez Administrację Osiedla im. J. Kukuczki Katowickiej Spółdzielni Mieszkaniowej. W jego skład wchodzą 22 budynki pięcio- i jedenastokondygnacyjne mieszczące łącznie 1656 lokali mieszkalnych o łącznej powierzchni użytkowej 99 940,84 m² i 64 lokale użytkowe o powierzchni 4174,45 m². Na osiedlu tym w kwietniu 2020 roku mieszkało 3457 osób. Osiedle dodatkowo posiada swoją Radę Osiedla. 
Na osiedlu J. Kukuczki, przy ulicy Słowiańskiej 1 funkcjonuje Szkoła Podstawowa nr 40 im. J. Kukuczki. Według stanu z września 2020 roku pracowało w niej 21 nauczycieli, a liczba uczniów wynosiła wówczas 91 osób. W budynku szkoły mieści się Filia nr 22 Miejskiej Biblioteki Publicznej w Katowicach. W sąsiedztwie znajdują się ponadto dwa przedszkola: Miejskie Przedszkole nr 49 im. Siedmiu Krasnoludków (ul. Puławska 9) oraz Miejskie Przedszkole nr 97 (ul. Wiślana 9).

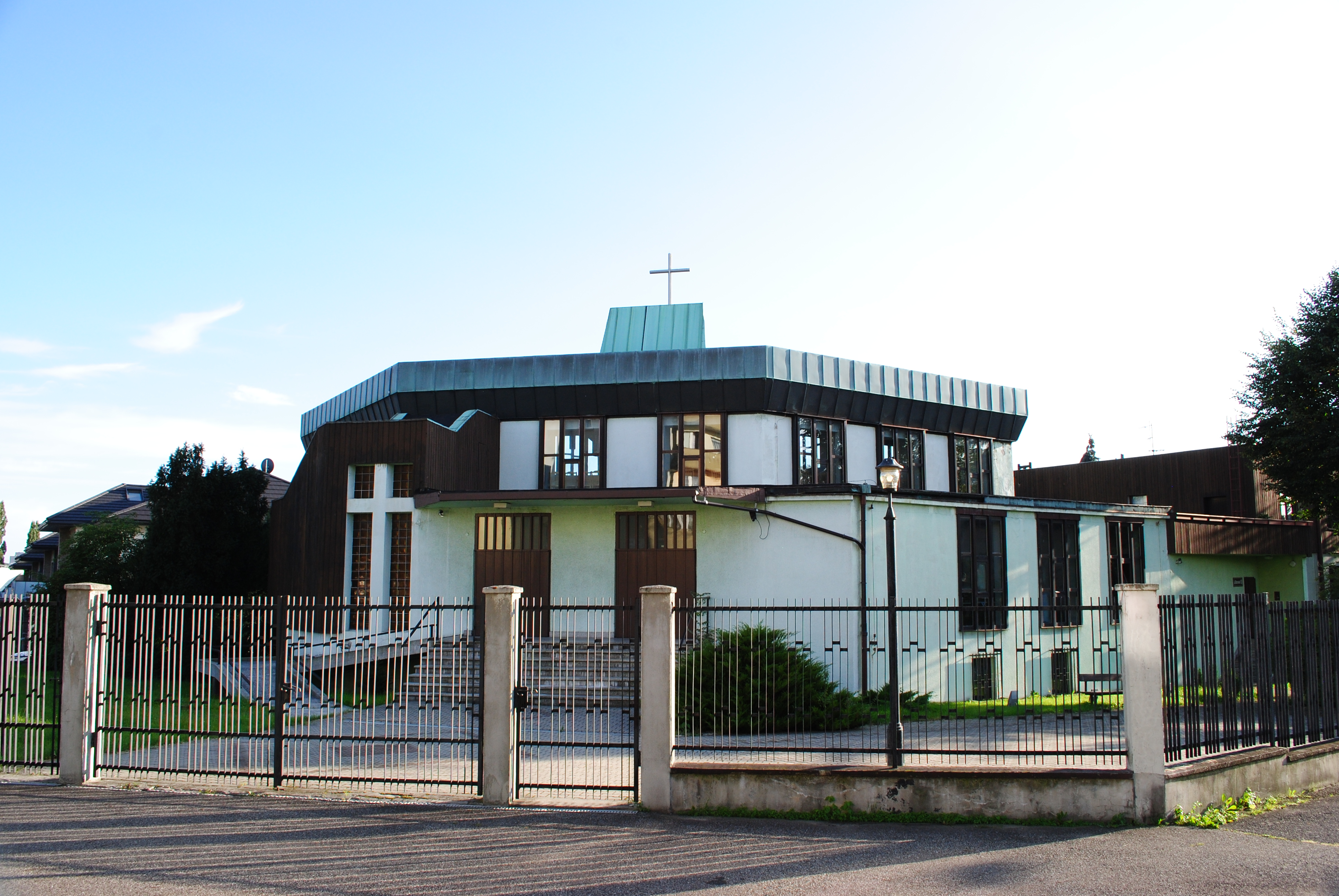
Budynek I Zboru Chrześcijan Baptystów w Katowicach

Osiedle J. Kukuczki wyposażone jest w dwa place zabaw oraz dwa boiska sportowe. Przy ulicy Sandomierskiej 9 funkcjonuje Klub Spółdzielczy KSM „Juvenia”. Klub ten organizuje wydarzenia i imprezy o różnorodnej tematyce, skierowane dla dzieci i dorosłych. Na osiedlu działa aktywnie Grupa Inicjatywa–Osiedle Kukuczki, funkcjonująca na rzecz poprawy warunków i jakości życia na osiedlu oraz na rzecz integracji zamieszkujących osiedle mieszkańców. Grupa ta też jest organizatorem wydarzeń kulturalnych na osiedlu, jak m.in. Dzień Sąsiada.
Transport zbiorowy z osiedla J. Kukuczki zapewniają autobusy kursujące na zlecenie Zarządu Transportu Metropolitalnego. Znajdują się tutaj trzy przystanki autobusowe: Osiedle Kukuczki Podhalańska, Osiedle Kukuczki Sandomierska i Osiedle Kukuczki Wrocławska, do których dojeżdżają autobusy trzech linii: 70, 177 i 600. Linie te łączą osiedle z innymi dzielnicami Katowic, w tym z Dąbrówką Małą, Koszutką, Szopienicami, Śródmieściem, Załężem i Zawodziem.
Wierni rzymskokatoliccy z osiedla J. Kukuczki są częścią bogucickiej parafii św. Szczepana, zaś na osiedlu, przy ulicy Morawskiej 10, znajduje się dodatkowo placówka I Zboru Chrześcijan Baptystów w Katowicach.